# Мидланд Ф1 рејсинг
Мидланд Ф1 рејсинг (такође познат као МФ1 рејсинг, или једноставно „Мидланд”) је био конструктор Формуле 1 и тркачки тим који се такмичио у Формули 1 сезоне 2006. са возачима Кристијаном Алберсом и Тијагом Монтеиром. Тим је настао преименовањем Џордан гранд при након куповине од стране канадског бизнисмена и власника Мидланд групе Алекса Шнајдера. Тим је регистрован као први руски тим Формуле 1, што одражава Шнајдерове корене, иако је и даље био смештен у Уједињеном Краљевству, у Џорданској фабрици. Пред крај сезоне 2006, тим је продат Спајкер карс Н.В. тим се такмичио на своје последње три трке под званичним именом Спајкер МФ1 рејсинг. Године 2007. тим се такмичио као Спајкер Ф1, а 2008. је продат индијском бизнисмену Виџеј Малији и преименован у Форс Индију Ф1.

## Куповина Џордана 2005.
Интерес Мидланд групе за учешће у Формули 1 почео је 2004. године када су потврдили планове за стварање тима за трке у сезони 2006. Иако су у почетку били повезани са стварањем нове јединице или куповином Јагуара, група је уместо тога потписала уговор о откупу тима Џордана од Едија Џордана пре сезоне 2005. за суму од 60 милиона долара. Као резултат тога, тим би био правни наставак Џордана, а не нови ентитет који подлеже гаранцији Формуле 1 од 48 милиона долара. То је такође омогућило Мидланду да затражи телевизијски приход остварен од Џордановог каснијег деветог места у шампионату конструктора.
Тим је задржао Џорданово име за 2005. сезону, али се мучио на зачељу са почетницима Нараином Картикејеном и Тијагом Монтеиром. Врхунци сезоне били су Монтеирово треће место на Великој награди САД (на којој се такмичило само шест аутомобила због проблема са Мишелин гумама), Монтеиро је успео да освоји одлично осмо место у Спа под влажним условима да би име Џордана дало последњи бод и његов дугачак низ узастопних завршетака, који је подвукао поузданост аутомобила.
Неки медијски извештаји у то време почели су да спекулишу да је Мидланд био незадовољан њиховом куповином и да је желео да растерети Џордан чак и пре него што је тим ушао под својим именом 2006. Директор тима Тревор Карлин напустио је тим после седам трка, а главни инжењер и дизајнер Марк Смит пред крај сезоне. Постојали су доследни извештаји да је тим повезан са откупом од стране бившег возача Формуле 1 Едија Ирвајна.

## Сезона 2006.
Име тима је промењено у МФ1 рејсинг за 2006. сезону Формуле 1. У Великој Британији се појавила шала у вези са овим кратким обликом који је написан на исти начин као произвођач економског намештаја МФИ. Током зиме руски возач Роман Русинов тестирао је нови аутомобил, Мидланд М16 са новом ливрејом (црвена, бела и црна која одражава корпоративне боје Мидланд групе) и Тојотиним моторима. МотоГП мотоциклиста Макс Бијађи такође је имао тест у аутомобилу у Силверстону у јануару. Италијански конструктор тркачких аутомобила Далара првобитно је имао уговор за развој М16, али је споразум прекинут током процеса пројектовања након разочаравајућег доприноса италијанског произвођача. Више руководство је касније указало поверење тренутном дизајнерском тиму, унапредивши бившег шефа науке о возилима Џејмса Кија у улогу техничког директора пред крај сезоне 2005.
Шнајдер је инсистирао на томе да Мидланд намерава да убаци првог руског возача у Формулу 1, иако су руски возачи тестирали у прошлости, углавном за тим Минарди, нико се никада није такмичио у трци али је уместо тога потписан Холанђанина Кристијана Алберса из Минардија, и задржао португалског возача Тијага Монтеира. Тим раније није успео у покушају да потпише Такуму Сата.
Током веома кратког времена тима у Формули 1, користили су три возача петком:
- Маркус Винклхок у Сакиру, Мелбурну, Хокехајму и Хунгарорингу
- Ђорђо Мондини у Сепангу, Имоли, Барселони, Монте Карлу, Силверстону, Монтреалу, Индијанаполису, Истанбулу и Монци
- Адријан Зутил на Нирбургрингу и Мањи Куру

Током последње три трке, као Спајкер МФ1 рејсинг, тим је користио следеће тест возаче:
- Александре Премат у Шангају
- Адријан Зутил у Сузуки
- Е. Џ. Висо у Интерлагосу

Како је сезона 2006. одмицала, тим је отишао испред Супер Агурија, али иза свих осталих, до константног обрачуна са другим тимовима на средини табеле као што су Ред бул рејсинг и Скудерија Торо Росо, иако је понекад завршио испред Супер Агурија и повремено Торо Роса. Велики део тог напретка се сводио на развој пнеуматика из Бриџстона у комбинацији са значајним побољшањима у аеродинамици и управљању (надгледали су Симон Филипс и Рикард Фрит). Побољшани учинак довео је до тога да је тим повремено почео да се пласира у другу део квалификација, осам пута од укупно 36 могућих - са најбољом квалификационом позицијом на 14. месту.
Нажалост, овај повећани учинак у средини сезоне није се претворио у добре резултате јер је тим био умешан у низ несрећа у првом кругу, посебно у Монаку, Индијанаполису и Монтреалу, а тим је дисквалификован са Велике награде Немачке због флексибилног крила супротно спортским техничким прописима.
Тим је прешао са око четири секунде мање од темпа по кругу у 2005. на око 2 секунде по кругу у време продаје Спајкер карсу у септембру 2006.

## Распродаја тима
Гласине су кружиле у падоку током средине сезоне о могућој продаји тима, мање од две године након што га је Шнајдер првобитно купио од Едија Џордана. Извештаји су указивали на цену од 128 милиона долара и да је Шнајдер озбиљно разматрао могућност продаје. Тимови Формуле 1 су постали вреднији, јер после 2008. године више није било тимова, са већ попуњених максимално 12 места.
9. септембра 2006. откривено је да је тим продат компанији Спајкер карс. Спајкер је платио 106,6 милиона долара за тим. ИТВ спорт је 10. септембра рекао да Шнајдер више није укључен у тим од објаве продаје. Колин Колес је остао као шеф тима, док је Мишел Мол постао нови директор Ф1 трка и члан одбора Спајкера, а Мајк Гаскојн се придружио као главни дизајнер на крају сезоне. Аутомобили су се појавили у ребрендираној боји за последње три трке 2006.  Промена имена није дозвољена средином сезоне, али Спајкер је легитимно могао да се назове као насловни спонзор тима, тако да се тим такмичио на последња три трке под званичним именом „Спајкер МФ1 рејсинг“. Године 2007. тим се такмичио као Спајкер Ф1. Од 2008. па надаље, тим се такмичио као Форс Индија.

## Комплетни резултати у Формули 1
| Година | Шасија | Мотор                | Гуме | Возачи           | 1   | 2   | 3   | 4   | 5   | 6   | 7   | 8   | 9   | 10  | 11  | 12  | 13  | 14  | 15  | 16  | 17  | 18  | Поени | КШ  |
| ------ | ------ | -------------------- | ---- | ---------------- | --- | --- | --- | --- | --- | --- | --- | --- | --- | --- | --- | --- | --- | --- | --- | --- | --- | --- | ----- | --- |
| 2006   | M16    | Тојота RVX-06 2.4 V8 | B    |                  | БАХ | МАЛ | АУС | СМР | ЕВР | ШПА | МОН | ВБР | КАН | САД | ФРА | НЕМ | МАЂ | ТУР | ИТА | КИН | ЈАП | БРА | 0     | 10. |
| 2006   | M16    | Тојота RVX-06 2.4 V8 | B    | Тијаго Монтеиро  | 17. | 13. | Оду | 16. | 12. | 16. | 15. | 16. | 14. | Оду | Оду | ДИС | 9.  | Оду | Оду | Оду | 16. | 15. | 0     | 10. |
| 2006   | M16    | Тојота RVX-06 2.4 V8 | B    | Кристијан Алберс | Оду | 12. | 11. | Оду | 13. | Оду | 12. | 15. | Оду | Оду | 15. | ДИС | 10. | Оду | 17. | 15. | Оду | 14. | 0     | 10. |

- Тим је дисквалификован са Велике награде Немачке због покретања флексибилног крила у супротности са техничким прописима овог спорта.